# Волтаджо
Волта̀джо (на италиански: Voltaggio; на пиемонтски: Votagio, Вотаджо, на местен диалект: Otaggio, Отаджо) е село и община в Северна Италия, провинция Алесандрия, регион Пиемонт. Разположено е на 342 m надморска височина. Населението на общината е 754 души (към 2013 г.).